# Eminem Presents : The Pre-King Mathers LP

Eminem Presents : The Pre-King Mathers LP est une mixtape préparant le grand retour en 2009 d'Eminem avec son nouvel album Relapse.

## Liste des titres
01. Eminem - The Re-Up (Feat. 50 Cent)
02. Eminem - My Ballz (Feat. D-12)
03. Eminem - Smack That (Feat. Akon)
04. Eminem - Fack
05. Eminem - Jimmy Crack Corn (Feat. 50 Cent)
06. Eminem - Ricky Ticky Toc
07. Eminem - Touchdown (Feat. T.I.)
08. Eminem - Nail In The Coffin
09. Eminem - Rain Man
10. Eminem - 911 (Feat. B-Real & Ganxsta Ridd)
11. Eminem - Gatman And Robin (Feat. 50 Cent)
12. Eminem - You Don't Know (Feat. 50 Cent, Cashis & Lloyd Banks)
13. Eminem - Rabbit Run
14. Eminem - Mosh
15. Eminem - No Apologies
16. Eminem - We As Americans
17. Eminem - Love You More
18. Eminem - Git Up (Feat. D-12)
19. Eminem - Welcome 2 Detroit (Feat. Trick Trick)
20. Eminem - Peep Show (Feat. 50 Cent)
21. Eminem - Shake That (Feat. Nate Dogg)